# Maladies de la pomme de terre
Les maladies de la pomme de terre (Solanum tuberosum L. sont très nombreuses et sont causées par des agents pathogènes très divers: bactéries, champignons, protistes, virus, viroïdes, nématodes, phytoplasmes, etc., par des désordres physiologiques ou par des facteurs environnementaux.
On estime à 160 environ le nombre de maladies affectant la pomme de terre, dont une cinquantaine dues à des champignons, une quarantaine à des virus et une dizaine à des bactéries, le reste étant attribuable à des facteurs abiotiques ou à des causes inconnues.
Les maladies de la pomme de terre peuvent toucher tous les organes de la plante en cours de végétation, aussi bien que les tubercules en phase de stockage. Les dommages économiques peuvent être très importants, provenant aussi bien de la diminution, voire la destruction totale de la récolte, que de la baisse de qualité qui peut conduire à des déclassements importants, notamment pour la production de pommes de terre de semences, les tubercules infectés par certains agents pathogènes devenant alors invendables, y compris pour des motifs réglementaires.

## Maladies bactériennes
| Maladies                                    | Agents pathogènes |
| ------------------------------------------- | --- |
| Chips zébrée                                | Candidatus Liberibacter solanacearum. |
| Gale commune                                | Streptomyces scabiei = S. scabies, Streptomyces acidiscabies, Streptomyces turgidiscabies . |
| Jambe noire et Pourriture bactérienne molle | Pectobacterium atrosepticum = Erwinia carotovora subsp. atroseptica, Pectobacterium carotovorum subsp. carotovorum = E. carotovora subsp. carotovora, Pectobacterium chrysanthemi = E. chrysanthemi, Dickeya solani |
| Œil rose                                    | Pseudomonas fluorescens. |
| Pourriture annulaire                        | Clavibacter michiganensis subsp. sepedonicus = Corynebacterium sepedonicum. |
| Pourriture brune                            | Ralstonia solanacearum = Pseudomonas solanacearum |

## Maladies fongiques
| Maladies                                                                               | Agents pathogènes |
| -------------------------------------------------------------------------------------- | --- |
| Alternariose de la pomme de terre (brûlure alternarienne ou maladie des taches brunes) | Alternaria solani. |
| Cercosporiose (taches foliaires)                                                       | Mycovellosiella concors = Cercospora concors, Cercospora solani. |
| Charbon de la pomme de terre                                                           | Angiosorus solani = Thecaphora solani. |
| Dartrose                                                                               | Colletotrichum coccodes = Colletotrichum atramentarium. |
| Flétrissement fusarien, Fusarium spp.                                                  | Fusarium avenaceum = Gibberella avenacea, Fusarium oxysporum, Fusarium solani f.sp. eumartii. |
| Gale argentée (tache argentée)                                                         | Helminthosporium solani. |
| Gale poudreuse                                                                         | Spongospora subterranea f. sp. subterranea. |
| Galle verruqueuse                                                                      | Synchytrium endobioticum. |
| Gangrène (pourriture phoméenne)                                                        | Phoma solanicola f. foveata, Phoma foveata = Phoma exigua var. foveata, Phoma exigua var. exigua. |
| Maladie à Choanephora                                                                  | Choanephora cucurbitarum. |
| Maladie à Ulocladium                                                                   | Ulocladium atrum. |
| Mildiou                                                                                | Phytophthora infestans. |
| Oïdium                                                                                 | Erysiphe cichoracearum |
| Oosporiose, Polyscytalum pustulans.                                                    | |
| Pourriture aqueuse                                                                     | Pythium spp., Pythium ultimum var. ultimum = Pythium debaryanum, Pythium aphanidermatum, Pythium deliense. |
| Pourriture charbonneuse                                                                | Macrophomina phaseolina = Sclerotium bataticola. |
| Pourriture grise                                                                       | Botrytis cinerea, Botryotinia fuckeliana [téléomorphe]. |
| Pourriture noire à Rosellinia                                                          | Rosellinia sp., Dematophora sp. [anamorphe]. |
| Pourriture du collet                                                                   | Sclerotium rolfsii, Athelia rolfsii [téléomorphe]. |
| Pourriture rose de la pomme de terre                                                   | Phytophthora spp., Phytophthora cryptogea, Phytophthora drechsleri, Phytophthora erythroseptica, Phytophthora megasperma, Phytophthora nicotianae var. parasitica.                                                                                        |
| Pourriture sèche fusarienne                                                            | Fusarium spp., Gibberella pulicaris = Fusarium sambucinum, Fusarium sulphureum, Fusarium solani = Haematonectria haematococca, Fusarium acuminatum, Fusarium equiseti, Fusarium crookwellense, Fusarium avenaceum, Fusarium oxysporum, Fusarium culmorum. |
| Rhizoctone brun (pourriture du collet)                                                 | Rhizoctonia solani = Thanatephorus cucumeris [téléomorphe]. |
| Rhizoctone violet                                                                      | Rhizoctonia crocorum = Helicobasidium brebissonii [téléomorphe]. |
| Rouille commune de la pomme de terre                                                   | Puccinia pittieriana. |
| Rouille péruvienne de la pomme de terre (rouille déformante)                           | Aecidium cantense. |
| Pourriture blanche                                                                     | Sclerotinia sclerotiorum. |
| Septoriose de la tomate (taches septoriennes)                                          | Septoria lycopersici var. malagutii. |
| Taches foliaires à Phoma                                                               | Phoma andigena var. andina. |
| Taches noires                                                                          | Alternaria alternata = Alternaria tenuis. |
| Verticilliose                                                                          | Verticillium albo-atrum, Verticillium dahliae. |

## Maladies virales
- genre Alfamovirus

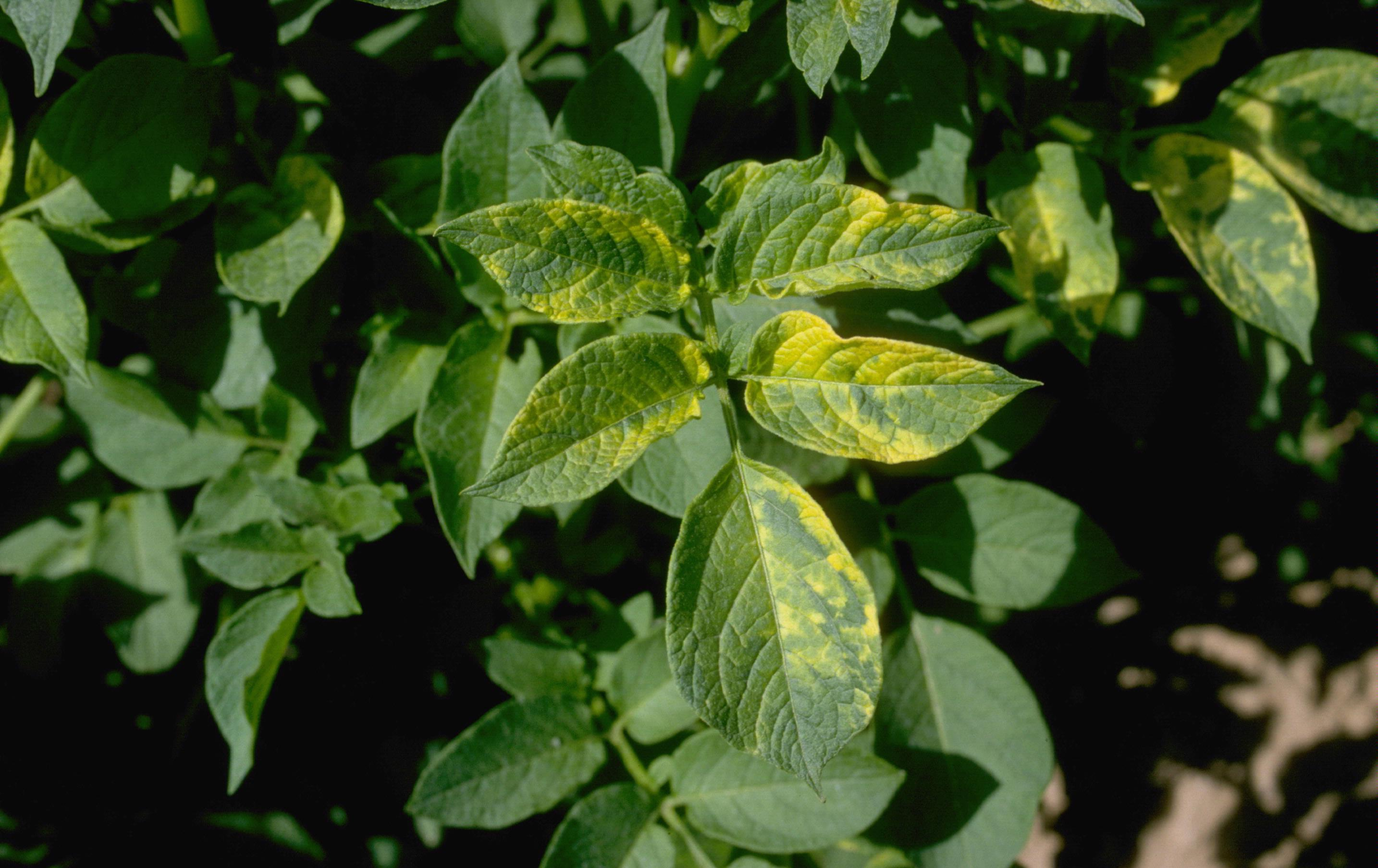
Symptômes de mosaïque de la luzerne sur feuilles

  - Virus de la mosaïque de la luzerne (AMV) Alfalfa mosaic virus
  - virus du jaunissement de la pomme de terre (PYV) Potato yellowing virus
- genre Begomovirus
  - Virus de la mosaïque jaune de la pomme de terre (PYMV); sous-groupe III Potato yellow mosaic virus
  - Virus de la mosaïque jaune de la tomate (ToYMV) sous-groupe III Tomato yellow mosaic virus
  - Virus de l'enroulement foliaire apical des Solanums (SALCV) sous-groupe III Solanum apical leaf curling virus
- genre Carlavirus
  - Virus latent de la pomme de terre (PLV) Potato latent virus
  - Virus du nanisme rugueux de la pomme de terre (PRDV) Potato rough dwarf virus
  - Virus M de la pomme de terre (PVM) Potato virus M
  - Virus S de la pomme de terre (PVS) Potato virus S

- genre Comovirus
  - virus de la marbrure de la pomme de terre des Andes (APMV) Andean potato mottle virus
- genre Cucumovirus
  - Virus de la mosaïque du concombre (CMV) Cuncumber mosaic virus
- genre Crinivirus
  - Virus des nervures jaunes de la pomme de terre (PYVV) Potato yellow vein nirus
- genre Curtovirus
  - Virus de l'enroulement apical de la betterave (BCTV) Beet curly top virus
- genre Géminivirus
  - Virus de la mosaïque déformante de la pomme de terre sous-groupe III, (PDMV) Potato deforming mosaic virus
- genre Ilarvirus
  - Virus de la striure du tabac (TSV) Tobacco streak virus
- genre Luteovirus
  - Virus de l'enroulement de la pomme de terre (PLRV) Potato leafroll virus
- genre Necrovirus
  - Virus de la nécrose du tabac(virose ABC), (TNV) Tobacco necrosis virus
- genre Nepovirus
  - Virus B de l'arracacha souche Oca (AVB-O)  Arracacha virus B Oca strain
  - virus de l'anneau noir de la pomme de terre (PBRSV) Potato black ringspot virus
  - Virus U de la pomme de terre (PVU) Potato virus U
  - Virus de l'anneau noir de la tomate (ToBRV) Tomato black ring virus
- genre Nucleorhabdovirus
  - Virus de la jaunisse nanisante de la pomme de terre (PYDV) Potato yellow dwarf virus
- genre Pomovirus
  - Virus de la fasciation de la pomme de terre (nécrose annulaire des tubercules) (PMTV) Potato mop-top virus
- genre Potexvirus
  - Virus de la mosaïque aucuba de la pomme de terre (PAMV) Potato aucuba mosaic virus
  - Virus X de la pomme de terre (PVX) Potato virus X
- genre Potyvirus
  - Virus A de la pomme de terre (PVA) Potato virus A
  - Virus V de la pomme de terre (PVV) Potato virus V
  - Virus Y de la pomme de terre (PVY) Potato virus Y
  - Virus Y de la pomme de terre (PVY, souches O, N et C) Potato virus Y

- genre Rhabdovirus
  - Virus du rabougrissement de l'aubergine (EMDV) Eggplant mottled dwarf virus
- genre Sobemovirus
  - Virus de la mosaïque du chénopode (SoMV) Sowbane mosaic virus''
- genre Tobamovirus
  - Virus de la mosaïque du tabac (TMV) Tobacco mosaic virus
  - Virus de la mosaïque de la tomate (ToMV) Tomato mosaic virus
- genre Tobravirus
  - Virus du bruissement du tabac (TRV) Tobacco rattle virus (Marbrure de la tige de la pomme de terre - nécrose annulaire des tubercules)

- - Virus de la mosaïque de la pomme de terre sauvage (WPMV) Wild potato mosaic virus
- genre Tospovirus
  - Virus de la maladie bronzée de la tomate (TSWV) Tomato spotted wilt virus
- genre Trichovirus
  - Virus T de la pomme de terre Potato virus T
- genre Tymovirus
  - Virus andin latent de la pomme de terre (APLV) Andean potato latent virus

- Viroïde
  - Viroïde de la maladie des tubercules en fuseau (PSTVd) Potato spindle tuber viroid
  - Viroïde papita mexicain (MPVd) Mexican papita viroid

## Maladies à phytoplasmes
| Maladies            | Agents pathogènes                                                   |
| ------------------- | ------------------------------------------------------------------- |
| Balai de sorcière   | Phytoplasme du balai de sorcière ;                                  |
| BLTVA               | Agent de la virescence de la betterave transmis par les cicadelles. |
| Jaunisse de l'aster | Groupe de phytoplasmes de la jaunisse de l'aster.                   |

## Autres maladies et désordres physiologiques
| Maladies                                              | Causes |
| ----------------------------------------------------- | --- |
| Agressions dues à la pollution de l'air               | oxydants photochimiques (principalement l'ozone), oxydes de soufre |
| Brunissement interne du tubercule = nécrose thermique | déficience en oxygène du tubercule induite par une température élevée du sol.                                                                                                |
| Brunissement du talon                                 | cause exacte inconnue, agression chimique, virus ou autres pathogènes. |
| Cœur creux                                            | grossissement excessivement rapide du tubercule en fin de végétation |
| Cœur noir                                             | déficience en oxygène des tissus internes du tubercule pendant la période de stockage. Coup de foudre (très localisé dans le champ, sur quelques mètres de diamètre).        |
| Enroulement foliaire physiologique                    | réaction à un environnement hostile |
| Jaunisses dues au psylle                              | salive toxique du psylle de la pomme de terre (ou de la tomate), Paratrioza cockerelli                                                                                       |
| Noircissement interne                                 | meurtrissure, pression |
| Meurtrissures de compression, éraflures               | lésions mécaniques du tubercule |
| Peau d'éléphant                                       | rugosité de la peau du tubercule due à des causes physiologiques ou environnementales                                                                                        |
| Pourriture gélatineuse de l'extrémité                 | translocation des hydrates de carbone due à une croissance secondaire |
| Taches de rouille, ou taches brunes internes          | défaut du tubercule dû à une déficience en calcium. |
| Tubercules aériens                                    | infection à phytoplasme ou autre cause comprimant la tige, y compris (liste non exhaustive) chancre à rhizoctone, nécrose thermique, agression chimique, blessure mécanique. |